# Estadio Pedro Bidegain

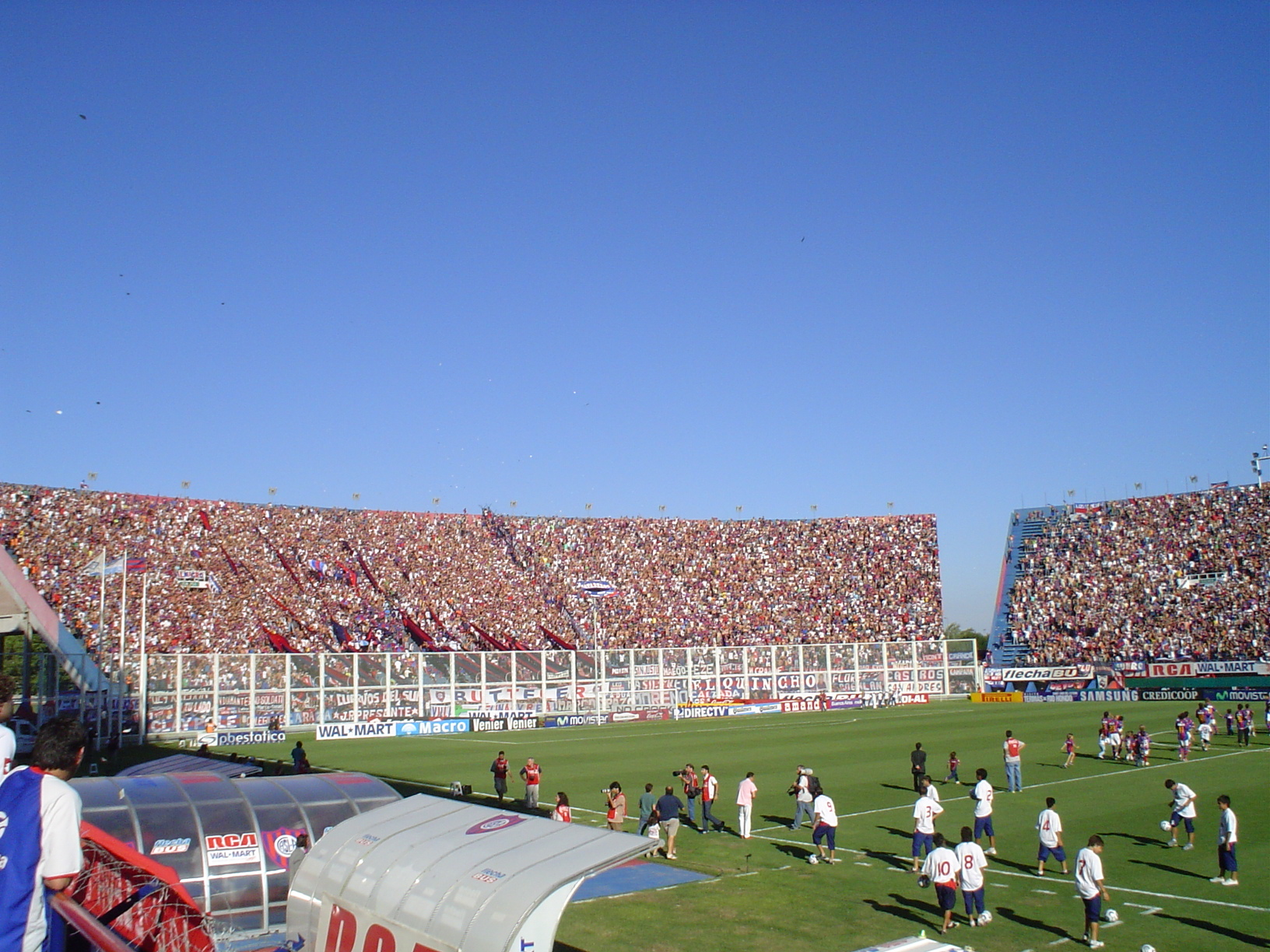
Estadio Pedro Bidegain

Estadio Pedro Bidegain, ook wel El Nuevo Gasómetro genoemd als referentie aan het oude Estadio Gasómetro, is een multi-functioneel sportstadion in Buenos Aires, Argentinië. Het stadion heeft een capaciteit van 47.964 zitjes. Het werd gebouwd in 1993. Het is de thuishaven van voetbalclub CA San Lorenzo de Almagro.

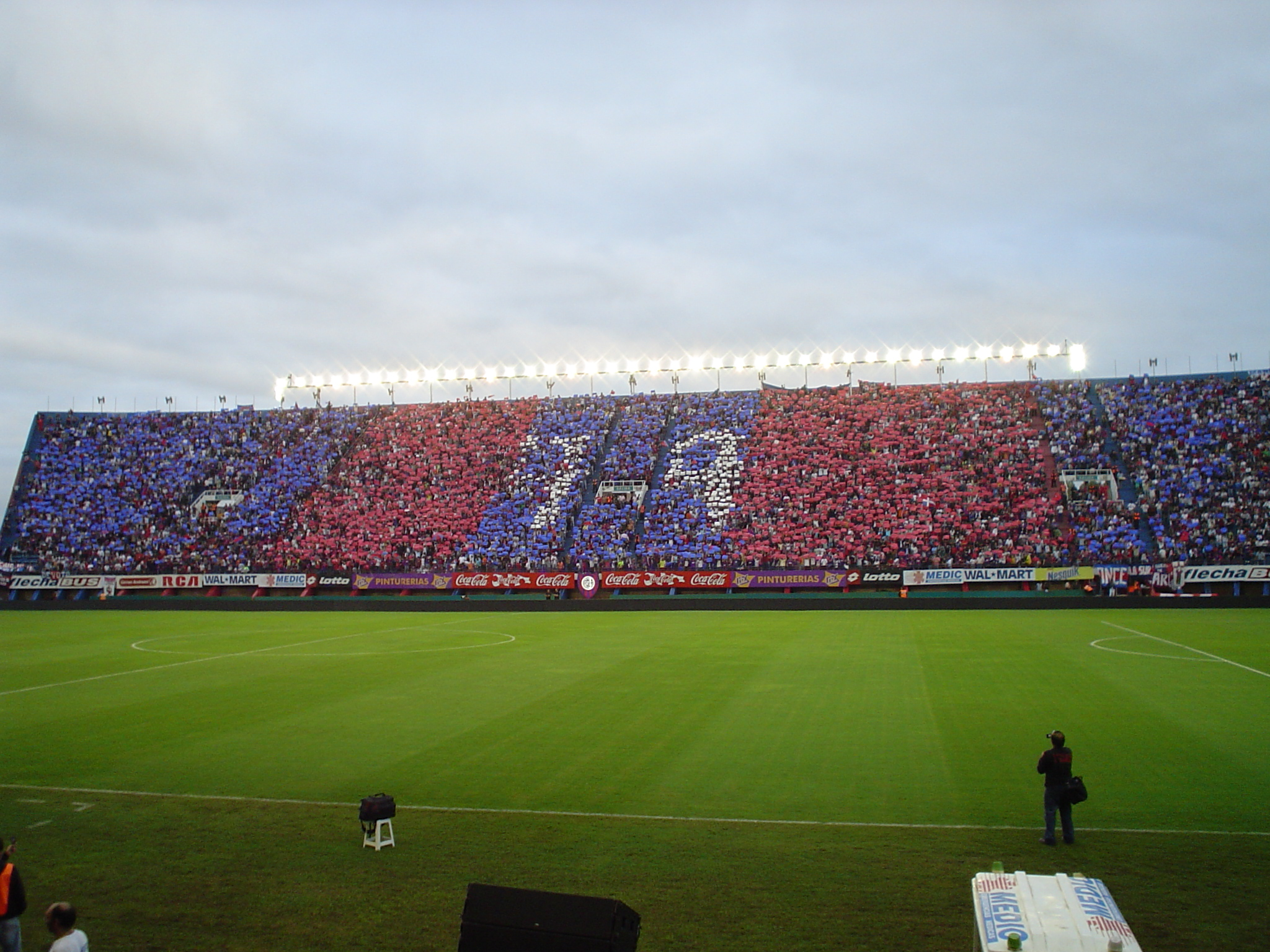
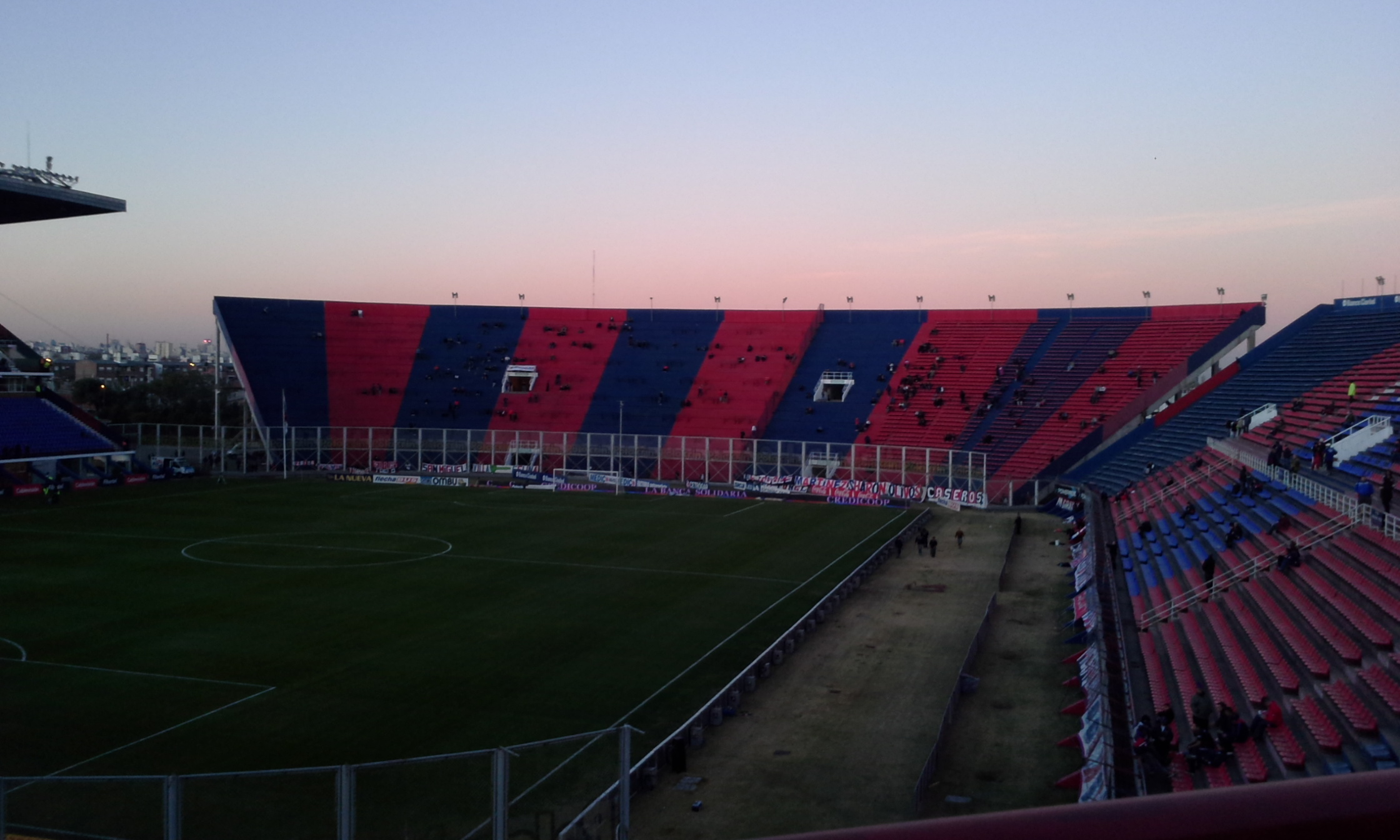
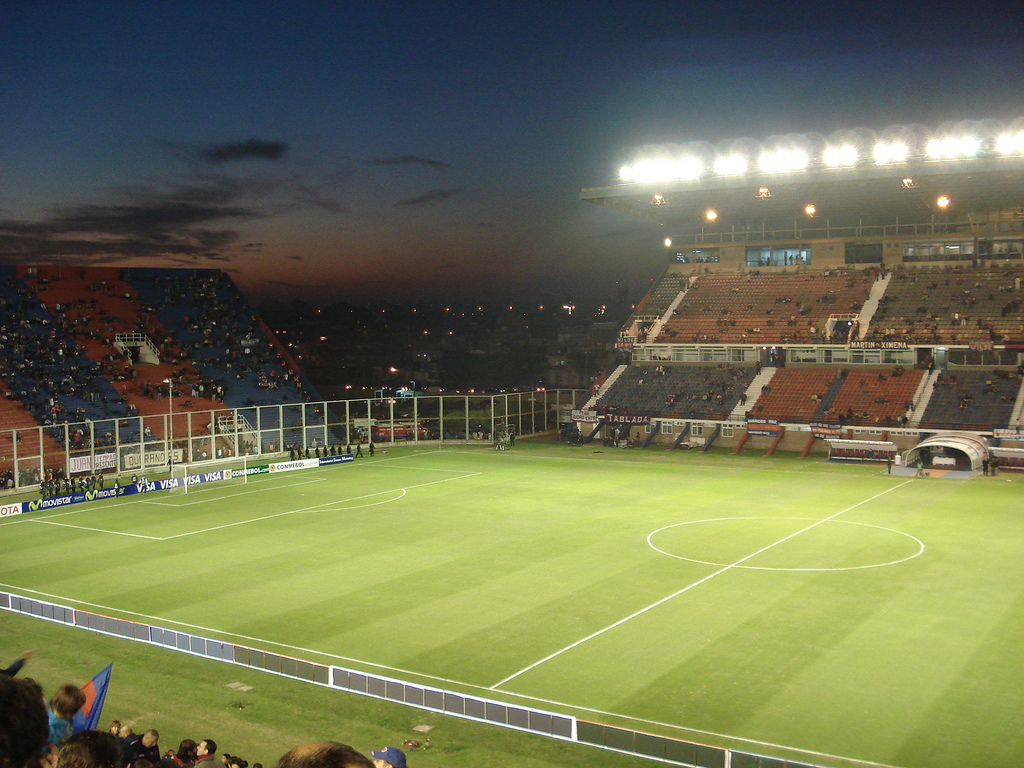
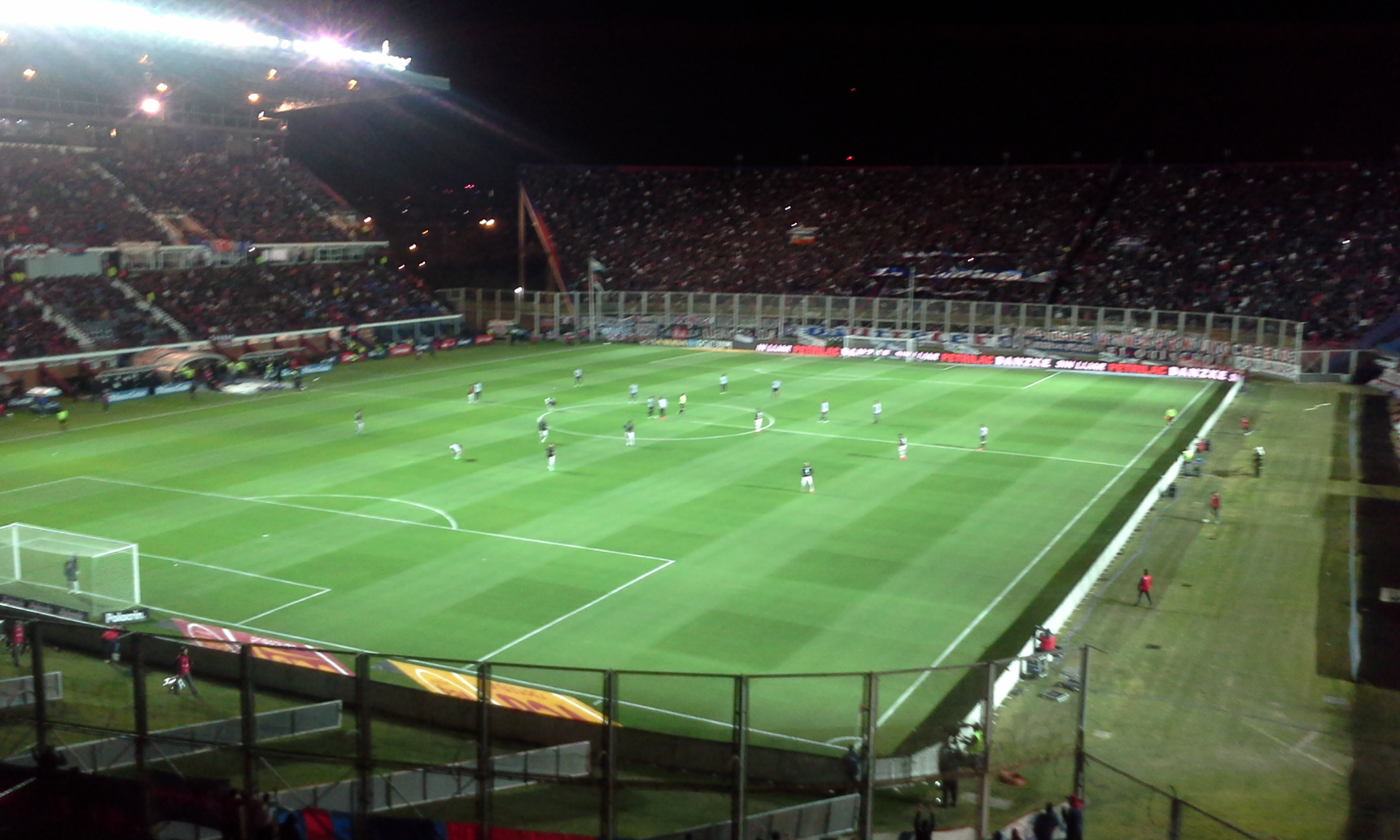